# Beatificazioni del pontificato di Giovanni Paolo II

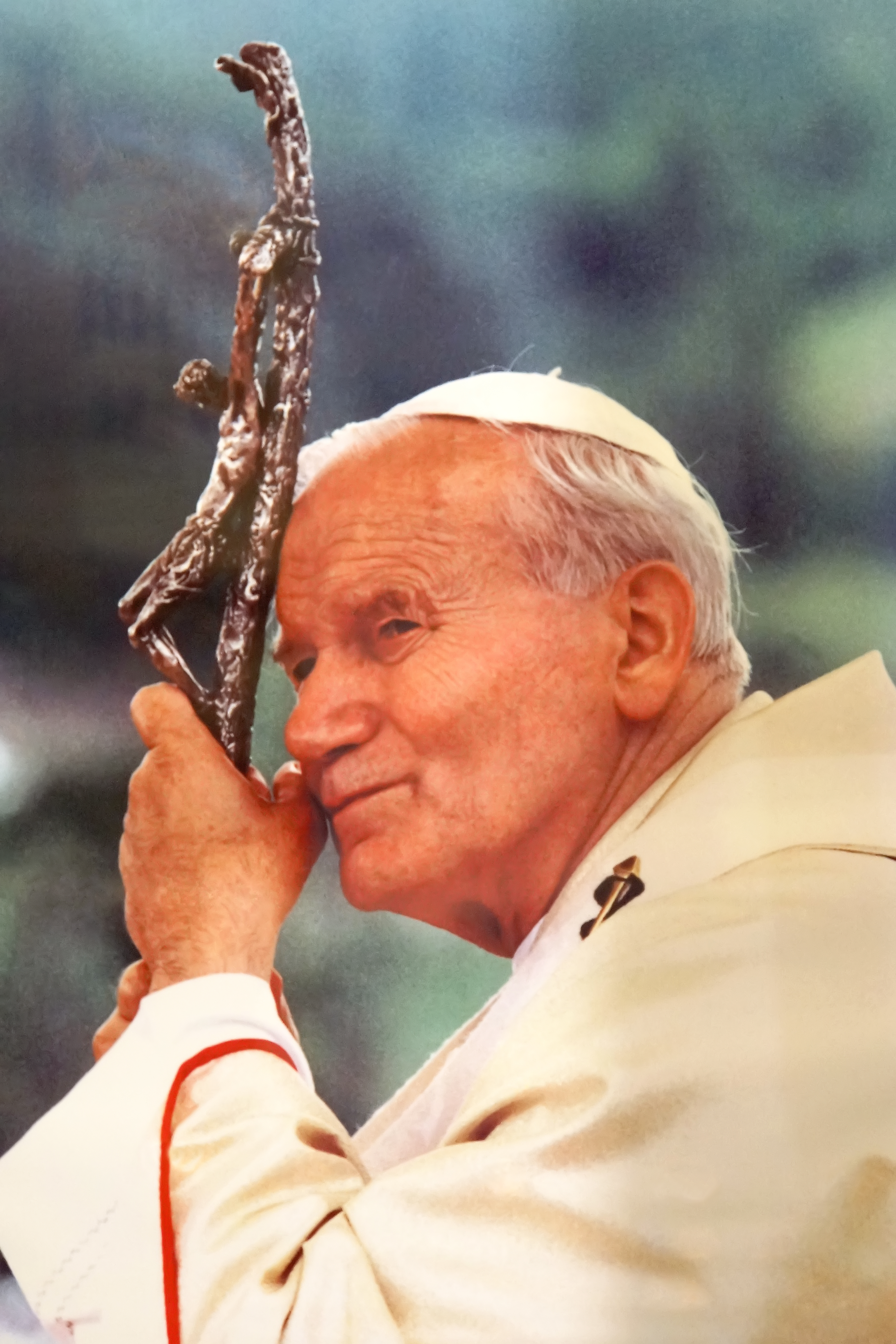
Papa Giovanni Paolo II

Durante il suo pontificato (1978-2005) papa Giovanni Paolo II ha beatificato 1345 venerabili servi di Dio, di cui 4 per equipollenza, 3 riconosciuti per concessione dell'indulto per la celebrazione della messa e dell'ufficio e gli altri 1338 nel corso di 147 distinte cerimonie pubbliche (86 in Vaticano, 61 in altre località d'Italia e del Mondo).
Segue la lista delle beatificazioni celebrate nel corso del pontificato di papa Giovanni Paolo II.

## Celebrazioni del 1979
- Roma, Basilica di San Pietro, 29 aprile 1979
  - Jacques-Désiré Laval, sacerdote professo della Congregazione dello Spirito Santo
  - Francesco Coll Guitart, sacerdote domenicano, fondatore delle Religiose Domenicane dell'Annunziata
- Roma, Basilica di San Pietro, 14 ottobre 1979
  - Enrique Antonio de Ossó y Cervelló, sacerdote, fondatore della Compagnia di Santa Teresa di Gesù

### Beatificazione equipollente
- Decreto del 24 febbraio 1979:
  - Margareta Ebner, religiosa.

## Celebrazioni del 1980
- Roma, Basilica di San Pietro, 22 giugno 1980
  - José de Anchieta, della Compagnia di Gesù
  - Pedro de San José de Bethencourt, terziario francescano, fondatore dei Betlemiti
  - Maria dell'Incarnazione Guyart, fondatrice delle Orsoline canadesi
  - François de Montmorency-Laval, vescovo di Québec
  - Caterina Tekakwitha, vergine
- Roma, Piazza San Pietro, 26 ottobre 1980
  - Luigi Orione, sacerdote, fondatore dei Piccola Opera della Divina Provvidenza e delle Piccole Suore Missionarie della Carità
  - Maria Anna Sala, religiosa delle Suore di Santa Marcellina
  - Bartolo Longo, laico, fondatore del santuario della Beata Vergine del Rosario di Pompei

### Concessione dell'indulto per la celebrazione della messa e dell'ufficio
- 9 dicembre 1980:
  - Giovanni Saziari, religioso del Terz'Ordine Francescano.

## Celebrazioni del 1981
- Manila, 18 febbraio 1981
  - Lorenzo Ruiz, laico filippino
  - Domenico Ibáñez de Erquicia Pérez de Lete, domenicano spagnolo
  - Giacomo Kyushei Gorobioye Tomonaga, domenicano giapponese e 13 compagni filippini, martiri del Giappone
- Roma, Piazza San Pietro, 4 ottobre 1981
  - Alano di Solminihac, vescovo di Cahors, canonico regolare di Sant'Agostino
  - Luigi Scrosoppi, oratoriano, fondatore delle Suore della Provvidenza di San Gaetano da Thiene
  - Riccardo Pampuri, dei fatebenefratelli
  - Claudine Thévenet, fondatrice delle Religiose di Gesù-Maria
  - Maria Repetto, religiosa brignolina

## Celebrazioni del 1982
- Roma, Piazza San Pietro, 23 maggio 1982
  - Pietro Donders, sacerdote redentorista
  - Marie Rivier, fondatrice delle Suore della Presentazione di Maria
  - Marie-Rose Durocher, fondatrice delle Suore dei Santi Nomi di Gesù e Maria
  - Maria Angela Astorch, monaca clarissa cappuccina
  - André Bessette, della Congregazione di Santa Croce
- Roma, Basilica di San Pietro, 3 ottobre 1982
  - Salvatore Lilli, sacerdote professo dell'Ordine dei Frati Minori e sette compagni martiri armeni
  - Jeanne Jugan, fondatrice delle Piccole Sorelle dei Poveri
- Siviglia, 5 novembre 1982
  - Angela della Croce, fondatrice delle Sorelle della Compagnia della Croce

### Concessione dell'indulto per la celebrazione della messa e dell'ufficio
- 18 ottobre 1982:
  - Beato Angelico, sacerdote professo dell'Ordine dei frati predicatori.

## Celebrazioni del 1983
- Roma, Basilica di San Paolo fuori le Mura, 25 gennaio 1983
  - Maria Gabriella Sagheddu, monaca trappista
- Roma, Piazza San Pietro, 15 maggio 1983
  - Luigi Versiglia, vescovo di Caristo, e Callisto Caravario, sacerdote, martiri salesiani
- Poznań, 20 giugno 1983
  - Urszula Ledóchowska, fondatrice delle Suore Orsoline del Sacro Cuore di Gesù Agonizzante
- Cracovia, 22 giugno 1983
  - Raffaele di San Giuseppe, carmelitano scalzo
  - Adam Chmielowski, fondatore dei Fratelli e delle Suore Albertine
- Roma, Basilica di San Pietro, 30 ottobre 1983
  - Giacomo Cusmano, fondatore delle Suore e dei Missionari Servi dei Poveri
  - Domenico del Santissimo Sacramento, trinitario
  - Geremia da Valacchia, cappuccino
- Roma, Basilica di San Pietro, 13 novembre 1983
  - Maria di Gesù Crocifisso Baouardy, carmelitana scalza

## Celebrazioni del 1984
- Roma, Basilica di San Pietro, 19 febbraio 1984
  - Guillaume Repin e 98 compagni, martiri di Angers
  - Giovanni Mazzucconi, missionario e primo martire del Pontificio Istituto Missioni Estere
- Montréal, 11 settembre 1984
  - Marie-Léonie Paradis, fondatrice delle Piccole Suore della Sacra Famiglia
- Roma, Piazza San Pietro, 30 settembre 1984
  - Federico Albert, sacerdote e fondatore delle Suore Vincenzine di Maria Immacolata
  - Clemente Marchisio, sacerdote e fondatore dell'Istituto Figlie di San Giuseppe di Rivalba
  - Isidoro di San Giuseppe, passionista
  - Rafaela Ybarra de Vilallonga, fondatrice delle Suore dei Santi Angeli Custodi
- Roma, Basilica di San Pietro, 25 novembre 1984
  - Josep Manyanet i Vives, fondatore delle Figlie e dei Figli della Sacra Famiglia
  - Daniel Brottier, sacerdote spiritano
  - Elisabetta della Trinità, monaca carmelitana scalza

## Celebrazioni del 1985
- Guayaquil, 1º febbraio 1985
  - Mercedes Molina y Ayala, fondatrice dell'Istituto di Santa Marianna di Gesù
- Arequipa, 2 febbraio 1985
  - Anna degli Angeli Monteagudo, priora del monastero domenicano di Santa Caterina da Siena
- Roma, Piazza San Pietro, 14 aprile 1985
  - Pauline von Mallinckrodt, fondatrice delle Suore della Carità Cristiana
  - Maria Caterina di Santa Rosa da Viterbo Troiani, fondatrice delle Suore Francescane Missionarie del Cuore Immacolato di Maria
- Roma, Piazza San Pietro, 23 giugno 1985
  - Benedetto Menni (1841-1914), dei fatebenefratelli, fondatore delle Suore Ospedaliere del Sacro Cuore di Gesù
  - Peter Friedhofen, laico, fondatore dei Fratelli della Misericordia di Maria Ausiliatrice
- Kinshasa, 15 agosto 1985
  - Maria Clementina Anuarite Nengapeta, religiosa delle Suore della Sacra Famiglia di Wamba e martire
- Genova, 22 settembre 1985
  - Virginia Centurione Bracelli, laica
- Roma, Basilica di San Pietro, 6 ottobre 1985
  - Diego Luis de San Vitores, José María Rubio Peralta e Francisco Gárate, gesuiti spagnoli
- Roma, Basilica di San Pietro, 3 novembre 1985
  - Tito Brandsma, sacerdote carmelitano, martire
- Roma, Basilica di San Pietro, 17 novembre 1985
  - Pio di San Luigi, religioso passionista
  - Karolina Gerhardinger, fondatrice delle Suore Scolastiche di Nostra Signora
  - Rebecca Ar-Rayès, monaca dell'Ordine Libanese Maronita

## Celebrazioni del 1986
- Kottayam, 8 febbraio 1986:
  - Kuriakose Elias Chavara, sacerdote, fondatore dei Carmelitani della Beata Vergine Maria Immacolata;
  - Alfonsa dell'Immacolata Concezione, religiosa della Congregazione delle Francescane Clarisse;
- Lione, 4 ottobre 1986:
  - Antoine Chevrier, sacerdote, fondatore dell'Istituto del Prado;
- Firenze, 19 ottobre 1986:
  - Teresa Manetti, fondatrice delle Suore Carmelitane di Santa Teresa.

### Concessione dell'indulto per la celebrazione della messa e dell'ufficio
- 8 agosto 1986:
  - Edvige di Polonia, regina.

## Celebrazioni del 1987
- Roma, Basilica di San Pietro, 29 marzo 1987
  - María Pilar de San Francisco de Borja, Teresa del Niño Jesús y de San Juan de la Cruz e María Angeles de San José, carmelitane scalze, vergini e martiri di Guadalajara
  - Marcelo Spínola y Maestre, arcivescovo di Siviglia, fondatore delle Ancelle del Divin Cuore
  - Manuel Domingo y Sol, sacerdote, fondatore della Fraternità dei Sacerdoti Operai Diocesani del Sacro Cuore di Gesù
- Santiago del Cile, 3 aprile 1987
  - Teresa di Gesù di Los Andes, carmelitana scalza
- Colonia, 1º maggio 1987
  - Teresa Benedetta della Croce, carmelitana scalza
- Monaco di Baviera, 3 maggio 1987
  - Rupert Mayer, gesuita
- Roma, Piazza San Pietro, 10 maggio 1987
  - Andrea Carlo Ferrari, arcivescovo di Milano
  - Louis-Zéphirin Moreau, vescovo di Saint-Hyacinthe
  - Pierre-François Jamet, sacerdote, fondatore delle Figlie del Buon Salvatore
  - Benedetta Cambiagio Frassinello, fondatrice delle Suore Benedettine della Provvidenza
- Tarnów, 10 giugno 1987
  - Karolina Kózka, martire In defensum castitatis
- Varsavia, 14 giugno 1987
  - Michał Kozal, vescovo ausiliare di Włocławek
- Roma, Basilica di San Pietro, 28 giugno 1987
  - Jurgis Matulaitis, arcivescovo di Vilnius
- Roma, Basilica di San Pietro, 4 ottobre 1987
  - Marcel Callo, laico, martire
  - Antonia Mesina, vergine e martire
  - Pierina Morosini, vergine e martire
- Roma, Basilica di San Pietro, 1º novembre 1987
  - Arnoldo Rèche, lasalliano
  - Ulrica Nisch, delle Suore di Carità della Santa Croce
  - Blandina del Sacro Cuore, delle Suore Orsoline di Calvarienberg
- Roma, Basilica di San Pietro, 22 novembre 1987
  - George Haydock e 84 compagni, martiri d'Inghilterra, Galles, Scozia e Irlanda

## Celebrazioni del 1988
- Verona, 17 aprile 1988
  - Giuseppe Nascimbeni, sacerdote, fondatore delle Piccole Suore della Sacra Famiglia
  - Giovanni Calabria, sacerdote, fondatore dei Poveri Servi e delle Povere Serve della Divina Provvidenza
- Roma, Piazza San Pietro, 24 aprile 1988
  - Pietro Bonilli, sacerdote, fondatore delle Suore della Sacra Famiglia di Spoleto
  - Francisco Palau y Quer, sacerdote carmelitano scalzo, fondatore delle Suore Carmelitane Missionarie e delle Suore Carmelitane Missionarie Teresiane
  - Kaspar Stanggassinger, sacerdote redentorista
  - Savina Petrilli, fondatrice delle Sorelle dei Poveri di Santa Caterina da Siena
- Colle Don Bosco, 3 settembre 1988
  - Laura Vicuña, allieva delle Figlie di Maria Ausiliatrice
- Maseru, 15 settembre 1988
  - Joseph Gérard, sacerdote dei Missionari Oblati di Maria Immacolata
- Roma, Basilica di San Pietro, 25 settembre 1988
  - Miguel Agustín Pro Juárez, gesuita martire
  - Giuseppe Benedetto Dusmet, benedettino, arcivescovo di Catania
  - Francesco Faà di Bruno, sacerdote, fondatore delle Suore Minime di Nostra Signora del Suffragio
  - Junípero Serra, frate minore
  - Frédéric Janssoone, frate minore
  - Josefa Naval Girbés, laica
- Roma, Piazza San Pietro, 16 ottobre 1988
  - Bernardo Maria di Gesù, passionista
  - Carlo di Sant'Andrea, passionista
  - Onorato da Biała, cappuccino, fondatore di numerose congregazioni del terz'ordine francescano
- Roma, Basilica di San Pietro, 23 ottobre 1988
  - Niels Stensen, vescovo di Münster e Paderborn
- Roma, Basilica di San Pietro, 20 novembre 1988
  - Liberato Weiss, Samuele Marzorati e Michele Pio Fasoli, frati minori, martiri in Etiopia
  - Katharine Mary Drexel, vergine, fondatrice delle Suore del Santissimo Sacramento per gli Indiani e i Negri

## Celebrazioni del 1989
- Roma, Piazza San Pietro, 23 aprile 1989
  - Martino di San Nicola e Melchiorre di Sant'Agostino, agostiniani recolletti, martiri
  - Franciszka Siedliska (Maria di Gesù Buon Pastore), fondatrice delle Suore della Sacra Famiglia di Nazareth
  - Maria Margherita Caiani, religiosa, fondatrice delle Minime Suore del Sacro Cuore
  - Maria Caterina di Sant'Agostino, religiosa delle Canonichesse Regolari Ospedaliere della Misericordia di Gesù
- Antananarivo, 30 aprile 1989
  - Victoire Rasoamanarivo, laica
- Saint-Denis, Réunion, 2 maggio 1989
  - Scubilione Rousseau, dei Fratelli delle Scuole Cristiane
- Roma, Basilica di San Pietro, 18 giugno 1989
  - Antonio Lucci, vescovo francescano di Bovino
  - Elisabetta Renzi, vergine, fondatrice delle Maestre Pie dell'Addolorata
- Roma, Piazza San Pietro, 1º ottobre 1989
  - Niceforo Díez Tejerina e 25 compagni passionisti, martiri
  - Lorenzo Maria di San Francesco Saverio, sacerdote passionista
  - Geltrude Comensoli, fondatrice delle Suore Sacramentine
  - Francinaina Cirer Carbonell, delle Suore di Carità di San Vincenzo de' Paoli
- Roma, Basilica di San Pietro, 22 ottobre 1989
  - Filippo Siphong Onphitak, Agnese Phila, Lucia Khambang e 4 compagne, martiri thailandesi
  - Giuseppe Timoteo Giaccardo, sacerdote paolino
  - Maria di Gesù Deluil-Martiny, fondatrice delle Figlie del Cuore di Gesù
- Roma, Basilica di San Pietro, 31 ottobre 1989
  - Giuseppe Baldo, sacerdote, fondatore delle Piccole Figlie di San Giuseppe

## Celebrazioni del 1990
- Roma, Piazza San Pietro, 29 aprile 1990
  - Innocenzo dell'Immacolata, martire passionista
  - Cirilo Bertrán e sette compagni, martiri lasalliani
  - Maria della Mercede del Sacro Cuore, vergine della Compagnia di Santa Teresa di Gesù, martire
  - Jaime Hilario Barbal Cosán, martire lasalliano
  - Filippo Rinaldi, sacerdote salesiano
- Città del Messico, 6 maggio 1990
  - Cristoforo, Antonio e Giovanni, martiri adolescenti di Tlaxcala
  - José María Yermo y Parres, sacerdote, fondatore delle Serve del Sacro Cuore di Gesù e dei Poveri
  - Juan Diego Cuauhtlatoatzin (conferma del culto), laico
- Roma, Piazza San Pietro, 20 maggio 1990
  - Pier Giorgio Frassati, laico
- Roma, Piazza San Pietro, 7 ottobre 1990
  - Giuseppe Allamano, sacerdote, fondatore dell'Istituto Missioni Consolata e delle Suore Missionarie della Consolata
  - Annibale Maria Di Francia, sacerdote, fondatore dei Rogazionisti del Cuore di Gesù e delle Figlie del Divino Zelo
- Roma, Basilica di San Pietro, 4 novembre 1990
  - Elisabetta Vendramini, fondatrice delle Suore Terziarie Francescane Elisabettine
  - Louise-Thérèse de Montaignac de Chauvance, fondatrice delle Oblate del Cuore di Gesù
  - Maria Schininà, fondatrice delle Suore del Sacro Cuore di Gesù
  - Marta Le Bouteiller, della congregazione delle Scuole Cristiane della Misericordia

## Celebrazioni del 1991
- Roma, Basilica di San Pietro, 21 aprile 1991
  - Annunciata Cocchetti, fondatrice delle Suore di Santa Dorotea di Cemmo
  - Jeanne Haze, fondatrice della Congregazione delle Figlie della Croce
  - Chiara Bosatta, religiosa, fondatrice dell'Figlie di Santa Maria della Divina Provvidenza
- Rzeszów, 2 giugno 1991
  - Józef Sebastian Pelczar, vescovo di Przemyśl
- Białystok, 5 giugno 1991
  - Bolesława Lament, fondatrice delle Suore Missionarie della Sacra Famiglia
- Varsavia, 9 giugno 1991
  - Raffaele Chyliński, sacerdote, dell'Ordine dei Frati Minori Conventuali
- Susa, 14 luglio 1991
  - Edoardo Giuseppe Rosaz, vescovo di Susa
- Cracovia, 13 agosto 1991
  - Aniela Salawa, laica, del Terz'Ordine Francescano
- Florianópolis, 18 ottobre 1991
  - Paolina Visintainer, fondatrice delle Piccole Suore dell'Immacolata Concezione
- Roma, Piazza San Pietro, 27 ottobre 1991
  - Adolph Kolping, sacerdote diocesano, cofondatore dell'Associazione "Kolpingwerk"

## Celebrazioni del 1992
- Roma, Piazza San Pietro, 17 maggio 1992
  - Josemaría Escrivá de Balaguer, sacerdote, fondatore dell'Opus Dei
  - Giuseppina Bakhita, vergine, canossiana
- Caravaggio, 21 giugno 1992
  - Francesco Spinelli, sacerdote, fondatore delle Suore Adoratrici del Santissimo Sacramento
- Roma, Piazza San Pietro, 27 settembre 1992
  - Dermot O'Hurley, arcivescovo di Cashel, Terence Albert O'Brien, vescovo di Emly, Margaret Berrningham, vedova, e 14 compagni martiri irlandesi
  - Rafael Arnaiz Barón, trappista
  - Léonie Aviat, vergine, cofondatrice delle Suore Oblate di San Francesco di Sales
  - Nazaria Ignacia March Mesa, vergine, fondatrice delle Missionarie Crociate della Chiesa
  - Maria Josefa Sancho de Guerra, vergine, fondatrice delle Serve di Gesù della Carità
- Roma, Piazza San Pietro, 25 ottobre 1992
  - Braulio María Corres Díaz de Cerio, Federico Rubio Alvarez e 69 compagni dell'ordine dei fatebenefratelli, martiri
  - Filippo di Gesù Munárriz Azcona e 50 compagni, claretiani, martiri
  - Narcisa de Jesús Martillo Morán, vergine
- Roma, Basilica di San Pietro, 22 novembre 1992
  - Cristóbal Magallanes Jara e 24 compagni, martiri messicani
  - María Venegas de la Torre, vergine, fondatrice delle Figlie del Sacro Cuore di Gesù

## Celebrazioni del 1993
- Roma, Basilica di San Pietro, 20 marzo 1993
  - Giovanni Duns Scoto, sacerdote francescano (conferma del culto)
  - Dina Bélanger, vergine, della congregazione delle Religiose di Gesù-Maria
- Roma, Piazza San Pietro, 18 aprile 1993
  - Stanislao Casimiritano, sacerdote dei Canonici Regolari della Congregazione del Santissimo Salvatore Lateranense (conferma del culto)
  - Ludovico da Casoria, sacerdote francescano, fondatore dei Frati Bigi e delle Suore Francescane Elisabettine
  - Paula Montal Fornés, vergine, fondatrice delle Religiose delle Scuole Pie
  - Maria Angela Truszkowska, vergine, fondatrice delle Suore di San Felice da Cantalice
  - Faustina Kowalska, vergine, delle Suore della Beata Vergine Maria della Misericordia
- Roma, Basilica di San Pietro, 16 maggio 1993
  - Maurice Tornay, sacerdote dei Canonici Regolari della Congregazione Ospedaliera del Gran San Bernardo
  - Marie-Louise Trichet, vergine, cofondatrice delle Figlie della Sapienza
  - Colomba Gabriel, vergine, fondatrice delle Suore Benedettine di Carità
  - Florida Cevoli, vergine, clarissa cappuccina
- Asti, 26 settembre 1993
  - Giuseppe Marello, vescovo di Acqui, fondatore degli Oblati di San Giuseppe
- Roma, Piazza San Pietro, 10 ottobre 1993
  - Diego Ventaja Milán, vescovo di Almería
  - Manuel Medina Olmos, vescovo di Guadix e sette compagni lasalliani, martiri di Almería
  - Pedro Poveda Castroverde, sacerdote, fondatore dell'Istituzione Teresiana, martire
  - Victoria Díez y Bustos de Molina, martire, laica, dell'Istituzione Teresiana
  - Maria Francesca di Gesù Rubatto, vergine, fondatrice delle Suore Cappuccine di Madre Rubatto
  - Maria Crocifissa Satellico, vergine, monaca clarissa

## Celebrazioni del 1994
- Roma, Piazza San Pietro, 24 aprile 1994
  - Isidore Bakanja, laico, catechista congolese, martire
  - Elisabetta Canori Mora, laica e madre di famiglia
  - Gianna Beretta Molla, laica e madre di famiglia
- Roma, Piazza San Pietro, 16 ottobre 1994
  - Nicolas Roland, sacerdote, fondatore delle Suore del Santo Bambino Gesù
  - Alberto Hurtado Cruchaga, sacerdote gesuita, fondatore del Movimento Cristiano "El Hogar de Cristo"
  - María Rafols, vergine, fondatrice delle Suore della Carità di Sant'Anna
  - Petra Pérez Florido, vergine, fondatrice delle Madri degli Abbandonati e di San Giuseppe della Montagna
  - Giuseppina Vannini, vergine, fondatrice delle Figlie di San Camillo
- Catania, 5 novembre 1994
  - Maddalena Caterina Morano, religiosa delle Figlie di Maria Ausiliatrice
- Roma, Basilica di San Pietro, 20 novembre 1994
  - Giacinto Maria Cormier, sacerdote domenicano
  - Marie Poussepin, vergine, fondatrice delle Suore di Carità Domenicane della Presentazione della Santa Vergine
  - Agnese di Gesù, vergine, monaca domenicana
  - Eugénie Joubert, vergine, delle Suore della Sacra Famiglia del Sacro Cuore
  - Claudio Granzotto, francescano

## Celebrazioni del 1995
- Port Moresby, 17 gennaio 1995
  - Pietro To Rot, catechista e padre di famiglia, martire
- Sydney, 19 gennaio 1995
  - Mary MacKillop, fondatrice delle Suore di San Giuseppe del Sacro Cuore di Gesù
- Colombo, 21 gennaio 1995
  - Giuseppe Vaz, sacerdote, fondatore della congregazione dell'Oratorio di San Filippo Neri di Goa
- Roma, Basilica di San Pietro, 29 gennaio 1995
  - Rafael Guízar Valencia, vescovo di Veracruz
  - Modestino di Gesù e Maria, sacerdote francescano
  - Genoveva Torres Morales, vergine, fondatrice delle Suore del Sacro Cuore di Gesù e dei Santi Angeli
  - Grimoaldo della Purificazione, religioso passionista
- Trento, 30 aprile 1995
  - Giovanni Nepomuceno de Tschiderer, vescovo di Trento
- Roma, Piazza San Pietro, 7 maggio 1995
  - Agostino Roscelli, sacerdote, fondatore delle Suore dell'Immacolata
  - María Alvarado Cardozo, vergine, fondatrice delle Suore Agostiniane Recollette del Sacro Cuore di Gesù
  - Maria Helena Stollenwerk, vergine, cofondatrice delle Missionarie Serve dello Spirito Santo
  - Maria Domenica Brun Barbantini, religiosa, fondatrice delle Suore Ministre degli Infermi di San Camillo
  - Giuseppina Bonino, vergine, fondatrice delle Suore della Sacra Famiglia di Savigliano
- Koekelberg, 4 giugno 1995
  - Damiano de Veuster, sacerdote della Congregazione dei Sacri Cuori di Gesù e Maria
- Roma, Piazza San Pietro, 1º ottobre 1995
  - Anselmo Polanco Fontecha, agostiniano, vescovo di Teruel, e Felipe Ripoll Morata, sacerdote, martiri
  - Pedro Ruiz de los Paños y Ángel, fondatore delle Discepole di Gesù e 8 compagni sacerdoti, della Fraternità dei Sacerdoti Operai Diocesani del Cuore di Gesù, martiri:
    - José Sala Picó
    - Guillermo Plaza Hernández
    - Recaredo Centelles Abad
    - Martín Martínez Pascual
    - Antonio Perulles Estivill
    - José Pascual Carda Saporta
    - Isidoro Bover Oliver
    - José Peris Polo

  - Jean-Baptiste Souzy, sacerdote, e 63 compagni martiri dei pontoni di Rochefort
  - Dionisio Pamplona, e 12 compagni, scolopi, martiri
  - Pietro Casani, sacerdote scolopio
  - Carlos Eraña, Fidel Fuidio e Jesús Hita, religiosi marianisti, martiri
  - Angela di San Giuseppe e 16 compagne, Suore della Dottrina Cristiana, vergini e martiri
  - Vicente Vilar David, laico, martire
- Roma, Piazza San Pietro, 29 ottobre 1995
  - Maria Theresia Scherer, vergine, cofondatrice delle Suore di Carità della Santa Croce di Ingenbohl
  - Maria Bernarda Bütler, vergine, fondatrice delle Suore Francescane Missionarie di Maria Ausiliatrice
  - Margherita Bays, laica, del Terz'Ordine Secolare di San Francesco

## Celebrazioni del 1996
- Roma, Basilica di San Pietro, 17 marzo 1996
  - Daniele Comboni, vescovo dell'Africa Centrale, fondatore dei Missionari Comboniani del Cuore di Gesù e delle Suore Missionarie Pie Madri della Nigrizia
  - Guido Maria Conforti, Vescovo di Parma, fondatore della Pia Società di San Francesco Saverio per le Missioni Estere
- Roma, Piazza San Pietro, 12 maggio 1996
  - Alfredo Ildefonso Schuster, arcivescovo benedettino di Milano
  - Filippo Smaldone, sacerdote, fondatore delle Suore Salesiane dei Sacri Cuori
  - Gennaro Maria Sarnelli, sacerdote redentorista
  - Juana Josefa Cipitria y Barriola, vergine, fondatrice delle Figlie di Gesù
  - Maria Raffaella Cimatti, vergine delle Suore Ospedaliere della Misericordia
  - María Antonia Bandrés y Elósegui, vergine delle Figlie di Gesù
- Berlino, 23 giugno 1996
  - Bernhard Lichtenberg, sacerdote e martire
  - Karl Leisner, sacerdote e martire
- Roma, Piazza San Pietro, 6 ottobre 1996
  - Wincenty Lewoniuk e 12 compagni, martiri di Podlasie
  - Edmund Ignatius Rice, religioso, fondatore dei Fratelli della Presentazione e dei Fratelli Cristiani
  - María Ana Mogas Fontcuberta, vergine, fondatrice delle Francescane Missionarie della Madre del Divin Pastore
  - Marcelina Darowska, religiosa, cofondatrice delle Suore dell'Immacolata Concezione della Beata Vergine Maria
- Roma, Basilica di San Pietro, 24 novembre 1996
  - Otto Neururer, sacerdote e martire
  - Jakob Gapp, presbitero marianista e martire
  - Catherine Jarrige, vergine del Terz'Ordine Domenicano

## Celebrazioni del 1997
- Roma, Piazza San Pietro, 4 maggio 1997
  - Florentino Asensio Barroso, vescovo di Barbastro, martire
  - Ceferino Giménez Malla, martire gitano
  - Gaetano Catanoso, sacerdote, fondatore delle Suore Veroniche del Volto Santo
  - Enrico Rebuschini, sacerdote camilliano
  - Encarnación Rosal, religiosa, riformatrice delle Betlemite Figlie del Sacro Cuore
- Zakopane, 6 giugno 1997
  - Bernardina Jabłońska, cofondatrice delle Suore Albertine Serve dei Poveri
  - Maria Karłowska, fondatrice delle Suore del Divin Pastore della Provvidenza Divina
- Parigi, 22 agosto 1997
  - Frédéric Ozanam, laico
- Bologna, 27 settembre 1997
  - Bartolomeo Maria Dal Monte, sacerdote
- Roma, Piazza San Pietro, 12 ottobre 1997
  - Elías del Socorro Nieves, sacerdote agostiniano e martire
  - Giovanni Battista Piamarta, sacerdote, fondatore della Congregazione della Sacra Famiglia di Nazareth
  - Domenico Lentini, sacerdote
  - Émilie d'Oultremont, religiosa, fondatrice della Società di Maria Riparatrice
  - Maria Teresa Fasce, monaca agostiniana
- Roma, Piazza San Pietro, 9 novembre 1997
  - Vilmos Apor, vescovo di Győr, martire
  - Giovanni Battista Scalabrini, vescovo di Piacenza, fondatore dei Missionari e delle Suore Missionarie di San Carlo Borromeo
  - Dorotea Chávez Orozco, vergine, fondatrice della congregazione delle Serve della Santissima Trinità e dei Poveri

## Celebrazioni del 1998
- Roma, Basilica di San Pietro, 15 marzo 1998
  - Eugenio Bossilkov, vescovo passionista di Nicopoli, martire
  - Brigida Morello, religiosa, fondatrice delle Suore Orsoline di Maria Immacolata
  - Carmen Sallés y Barangueras, vergine, fondatrice delle Religiose Concezioniste Missionarie dell'Insegnamento
- Onitsha, 22 marzo 1998
  - Cipriano Iwene Tansi, sacerdote missionario e monaco trappista
- Roma, Piazza San Pietro, 10 maggio 1998
  - Rita Josefa Pujalte Sánchez e Francisca Aldea Araujo, vergini e martiri delle Suore della Carità del Sacro Cuore di Gesù
  - María Gabriela Hinojosa e sei compagne, vergini e martiri, dell'Ordine della Visitazione di Santa Maria
  - María Sagrario de San Luis Gonzaga, vergine e martire, monaca carmelitana scalza
  - Nimatullah Kassab Al-Hardini, sacerdote dell'Ordine Libanese Maronita
  - María Maravillas de Jesús, vergine, monaca carmelitana scalza
- Vercelli, 23 maggio 1998
  - Secondo Giovanni Pollo, sacerdote
- Torino, 24 maggio 1998
  - Teresa Bracco, laica, martire
  - Giovanni Maria Boccardo, sacerdote, fondatore delle Povere Figlie di San Gaetano
  - Teresa Grillo Michel, fondatrice delle Piccole Suore della Divina Provvidenza
- Vienna, 21 giugno 1998
  - Maria Restituta Helena Kafka, vergine e martire, delle Suore Francescane della Carità Cristiana
  - Giacomo Kern, sacerdote premostratense
  - Anton Maria Schwartz, sacerdote, fondatore della Congregazione degli Operai Cristiani di San Giuseppe Calasanzio
- Brescia, 20 settembre 1998
  - Giuseppe Tovini, laico e padre di famiglia
- Zagabria, 3 ottobre 1998
  - Alojzije Viktor Stepinac, arcivescovo di Zagabria, martire
- Roma, Piazza San Pietro, 25 ottobre 1998
  - Zefirino Agostini, sacerdote, fondatore delle Suore Orsoline Figlie di Maria Immacolata
  - Antonio di Sant'Anna Galvão, sacerdote francescano, fondatore del monastero delle Concezioniste "Recolhimento da Luz"
  - Faustino Míguez González, sacerdote scolopio, fondatore del Pio Istituto Calasanziano
  - Théodore Guérin, vergine, fondatrice delle Suore della Provvidenza

## Celebrazioni del 1999
- Roma, Basilica di San Pietro, 7 marzo 1999
  - Vicente Soler, Manuel Martín Sierra e 6 compagni, agostiniani recolletti, martiri
  - Nicolas Barré, frate minimo, sacerdote, fondatore delle Suore del Bambino Gesù
  - Anna Schäffer, laica
- Roma, Piazza San Pietro, 2 maggio 1999
  - Pio da Pietrelcina, sacerdote cappuccino
- Toruń, 7 giugno 1999
  - Wincenty Stefan Frelichowski, martire
- Varsavia, 13 giugno 1999
  - Antoni Julian Nowowiejski, vescovo di Płock, e 107 compagni, martiri della II Guerra Mondiale
  - Regina Protmann, fondatrice delle Suore di Santa Caterina Vergine e Martire
  - Edmund Bojanowski, laico, fondatore della Ancelle dell'Immacolata Concezione di Stara Wieś, di Luboń, di Dębica e di Slesia
- Maribor, 19 settembre 1999
  - Anton Martin Slomšek, vescovo di Maribor
- Roma, Piazza San Pietro, 3 ottobre 1999
  - Ferdinando Maria Baccilieri, sacerdote, fondatore delle Suore Serve di Maria di Galeazza
  - Edward Poppe, sacerdote
  - Arcangelo Tadini, sacerdote, fondatore delle Suore Operaie della Santa Casa di Nazareth
  - Mariano da Roccacasale, religioso francescano
  - Diego Oddi, religioso francescano
  - Nicola da Gesturi, religioso cappuccino

## Celebrazioni del 2000
- Roma, Basilica di San Pietro, 5 marzo 2000
  - André de Soveral, Ambrósio Francisco Ferro, sacerdoti, e 28 compagni laici, martiri
  - Nicola Bunkerd Kitbamrung, sacerdote e martire
  - Maria Stella del Santissimo Sacramento e 10 consorelle, Suore della Sacra Famiglia di Nazareth, martiri a Nowogródek
  - Pietro Calungsod, catechista laico e martire
  - Andrea di Phú Yên, catechista laico e martire
- Roma, Piazza San Pietro, 9 aprile 2000
  - Mariano de Jesús Euse Hoyos, sacerdote
  - Francesco Saverio Seelos, sacerdote redentorista
  - Anna Rosa Gattorno, religiosa, fondatrice delle Figlie di Sant'Anna
  - Maria Elisabeth Hesselblad, vergine, fondatrice dell'Ordine del Santissimo Salvatore di Santa Brigida
  - Mariam Thresia Chiramel Mankidyan, vergine, fondatrice delle Suore della Sacra Famiglia
- Fatima, 13 maggio 2000
  - Francesco Marto, veggente
  - Giacinta Marto, veggente
- Roma, Piazza San Pietro, 3 settembre 2000
  - Pio IX, papa
  - Giovanni XXIII, papa
  - Tommaso Reggio, arcivescovo di Genova, fondatore delle Suore di Santa Marta
  - Guillaume-Joseph Chaminade, sacerdote, fondatore delle Figlie di Maria Immacolata e della Società di Maria
  - Columba Marmion, abate benedettino

## Celebrazioni del 2001
- Roma, Piazza San Pietro, 11 marzo 2001
  - José Aparicio Sanz e 232 compagni, martiri in Spagna
- Roma, Piazza San Pietro, 29 aprile 2001
  - Manuel González García, vescovo di Malaga, fondatore delle Suore Missionarie Eucaristiche di Nazareth
  - Marie-Anne Sureau Blondin, vergine, fondatrice delle Suore di Sant'Anna
  - Caterina Volpicelli, vergine, fondatrice delle Ancelle del Sacro Cuore
  - Caterina Cittadini, vergine, fondatrice delle Suore Orsoline di San Girolamo
  - Carlos Manuel Rodríguez Santiago, laico
- Malta, 9 maggio 2001
  - Giorgio Preca, fondatore della Società della Dottrina Cristiana
  - Nazju Falzon, chierico
  - Maria Adeodata Pisani, religiosa
- Leopoli, 26 giugno 2001
  - Józef Bilczewski, vescovo di Leopoli
  - Zygmunt Gorazdowski, fondatore delle Suore di San Giuseppe
- Leopoli, 27 giugno 2001
  - Mykola Čarnec'kyj, Leonid Fëdorov, Clemente Šeptyc'kyj, Hryhoryj Chomyšyn, Josafat Kocylovs'kyj, Symeon Lukač, Vasyl' Velyčkovs'kyj, Ivan Slezjuk, Nykyta Budka, Hryhorij Lakota, vescovi, e 15 compagni martiri
  - Teodoro Romža, vescovo di Mukačevo
  - Omeljan Kovč, sacerdote
  - Giosafata Hordaševska, cofondatrice delle Ancelle della Beata Vergine Maria Immacolata
- Roma, Piazza San Pietro, 7 ottobre 2001
  - Ignazio Maloyan, vescovo di Mardin, martire
  - Nikolaus Gross, padre di famiglia, martire
  - Alfonso Maria Fusco, sacerdote, fondatore delle Suore di San Giovanni Battista
  - Tommaso Maria Fusco, sacerdote, fondatore delle Figlie della Carità del Preziosissimo Sangue
  - Émilie Tavernier Gamelin, religiosa, fondatrice delle Suore della Provvidenza
  - Eugenia Picco, vergine, della congregazione delle Piccole Figlie dei Sacri Cuori di Gesù e Maria
  - Maria Eutimia Üffing, vergine, della congregazione delle Suore di Carità della Santa Vergine e Addolorata Madre di Dio
- Roma, Piazza San Pietro, 21 ottobre 2001
  - Luigi Beltrame Quattrocchi e Maria Corsini, sposi
- Roma, Piazza San Pietro, 4 novembre 2001
  - Pavol Peter Gojdič, basiliano, vescovo di Prešov, martire
  - Metod Dominik Trčka, sacerdote redentorista, martire
  - Giovanni Antonio Farina, vescovo di Treviso, fondatore delle Suore Maestre di Santa Dorotea, figlie dei Sacri Cuori
  - Bartolomeu Fernandes dos Mártires, domenicano, vescovo di Braga
  - Luigi Tezza, sacerdote, dell'ordine dei Chierici Regolari Ministri degli Infermi, fondatore delle Figlie di San Camillo
  - Paolo Manna, sacerdote, del Pontificio Istituto Missioni Estere
  - Gaetana Sterni, religiosa, fondatrice delle Suore della Divina Volontà
  - María Pilar Izquierdo Albero, vergine, fondatrice dell'Opera Missionaria di Gesù e Maria

## Celebrazioni del 2002
- Roma, Piazza San Pietro, 14 aprile 2002
  - Gaetano Errico, sacerdote, fondatore dei Missionari dei Sacri Cuori di Gesù e Maria
  - Lodovico Pavoni, sacerdote, fondatore dei Figli di Maria Immacolata
  - Luigi Variara, sacerdote salesiano, fondatore delle Figlie dei Sacri Cuori di Gesù e di Maria
  - Maria del Transito di Gesù Sacramentato, vergine, fondatrice delle Suore Missionarie Francescane
  - Artemide Zatti, religioso salesiano
  - María Romero Meneses, vergine, delle Figlie di Maria Ausiliatrice
- Plovdiv, 26 maggio 2002
  - Kamen Vičev, Pavel Dzjidzjov e Josaphat Siskov, sacerdoti e martiri
- Città del Messico, 1º agosto 2002
  - Juan Bautista e Jacinto de los Ángeles, martiri di Oaxaca
- Cracovia, 18 agosto 2002
  - Zygmunt Szczęsny Feliński, arcivescovo di Varsavia e poi di Tarso, fondatore delle Suore Francescane della Famiglia di Maria
  - Jan Balicki, sacerdote e martire
  - Jan Beyzym, sacerdote
  - Sancja Szymkowiak, religiosa professa della congregazione delle Figlie della Beata Vergine Maria Addolorata
- Roma, Piazza San Pietro, 20 ottobre 2002
  - Daudi Okelo e Jildo Irwa, laici, catechisti, martiri
  - Andrea Giacinto Longhin, vescovo francescano di Treviso
  - Marcantonio Durando, sacerdote della Congregazione della Missione, fondatore delle Suore nazarene della Passione
  - Hélène de Chappotin de Neuville (Maria della Passione), vergine, fondatrice delle Suore Francescane Missionarie di Maria
  - Liduina Meneguzzi, vergine, delle Suore di San Francesco di Sales

## Celebrazioni del 2003
- Roma, Piazza San Pietro, 23 marzo 2003
  - Pierre Bonhomme, sacerdote, fondatore delle Suore di Nostra Signora del Calvario
  - María Dolores Rodríguez Sopeña, vergine, fondatrice dell'Istituto Catechista Dolores Sopeña
  - Maria Josefa Karolina Brader, vergine, fondatrice delle Suore Francescane di Maria Immacolata
  - Juana María Condesa Lluch, vergine, fondatrice delle Ancelle di Maria Immacolata
  - László Batthyány-Strattmann, laico e padre di famiglia
- Roma, Piazza San Pietro, 27 aprile 2003
  - Giacomo Alberione, sacerdote, fondatore dei paolini, delle paoline, delle pastorelle e delle Pie Discepole del Divin Maestro
  - Marco d'Aviano, cappuccino
  - Maria Cristina Brando, vergine, fondatrice delle Suore Vittime Espiatrici di Gesù Sacramentato
  - Eugenia Ravasco, vergine, fondatrice delle Figlie dei Sacri Cuori di Gesù e di Maria
  - Maria Domenica Mantovani, vergine, cofondatrice delle Piccole Suore della Sacra Famiglia
  - Giulia Salzano, vergine, fondatrice delle Suore Catechiste del Sacro Cuore
- Ragusa di Dalmazia, 6 giugno 2003
  - Marija Petković, fondatrice delle Figlie della Misericordia Francescane
- Banja Luka, 22 giugno 2003
  - Ivan Merz, laico
- Bratislava, 14 settembre 2003
  - Vasiľ Hopko, vescovo di Midila e ausiliare di Prešov, martire
  - Zdenka Schelingová, religiosa, delle Suore di Carità della Santa Croce, martire
- Roma, Piazza San Pietro, 19 ottobre 2003
  - Teresa di Calcutta, vergine, fondatrice dei Missionari e delle Missionarie della Carità
- Roma, Basilica di San Pietro, 9 novembre 2003
  - Juan Nepomuceno Zegrí y Moreno, sacerdote, fondatore delle Suore della Carità di Nostra Signora della Mercede
  - Valentino Paquay, sacerdote francescano
  - Luigi Maria Monti, religioso, fondatore dei Figli dell'Immacolata Concezione
  - Bonifacia Rodríguez Castro, vergine, fondatrice delle Serve di San Giuseppe
  - Rosalie Rendu, vergine, delle Figlie della Carità di San Vincenzo de' Paoli

## Celebrazioni del 2004
- Roma, Piazza San Pietro, 21 marzo 2004
  - Luigi Talamoni, sacerdote, fondatore delle Suore Misericordine di San Gerardo
  - Matilde Téllez Robles, vergine, fondatrice della Congregazione delle Figlie di Maria, Madre della Chiesa
  - Tomasa Ortiz Real, vergine, fondatrice delle Suore Salesiane del Sacro Cuore di Gesù
  - Maria Candida dell'Eucaristia, vergine, monaca carmelitana scalza
- Roma, Piazza San Pietro, 25 aprile 2004
  - August Czartoryski, sacerdote salesiano
  - Maria Laura Montoya y Upeguí, vergine, fondatrice delle Suore Missionarie di Maria Immacolata e di Santa Caterina da Siena
  - María Guadalupe García Zavala, vergine, cofondatrice delle Ancelle di Santa Margherita Maria e dei Poveri
  - Nemesia Valle, vergine, della Congregazione delle Suore della Carità di Santa Giovanna Antida Thouret
  - Eusebia Palomino Yenes, vergine delle Figlie di Maria Ausiliatrice
  - Alexandrina Maria da Costa, laica dell'Unione Cooperatori Salesiani
- Loreto, 5 settembre 2004
  - Pere Tarrés i Claret, sacerdote
  - Alberto Marvelli, laico
  - Pina Suriano, laica, membri dell'Azione Cattolica
- Roma, Piazza San Pietro, 3 ottobre 2004
  - Pierre Vigne, sacerdote, fondatore delle Religiose del Santissimo Sacramento
  - Marie-Joseph Cassant, sacerdote trappista
  - Anna Katharina Emmerick, Canonichessa Regolare di Sant'Agostino
  - Maria Ludovica De Angelis, vergine delle Figlie di Nostra Signora della Misericordia
  - Carlo I d'Austria, re e imperatore